# 孫悟飯
孫悟飯（そん ごはん）は、漫画『ドラゴンボール』およびそれを原作とするアニメ『ドラゴンボールZ』『ドラゴンボールGT』『ドラゴンボール改』『ドラゴンボール超』に登場する架空のキャラクター。同姓同名の人物が2人登場し、それぞれ孫悟空の長男、および孫悟空の育ての親という位置づけである。本項では、前者について記述する。
孫悟空が物語上、何らかの理由で不在の時は、主人公の代理を務めるなど、準主人公的な役割を果たした。
担当声優は野沢雅子。原作での初登場は其之百九十六「カカロット」、アニメでの初登場は『ドラゴンボールZ』第1話「ミニ悟空はおぼっちゃま! ボク悟飯です」。

## 人物像
身長176cm（成人時）、体重61kg（成人時）。誕生年エイジ757。趣味は読書、釣り、研究。食べ物は好き嫌いなし。好きな乗り物はハウスワゴン。
第23回天下一武道会で結婚した悟空とチチの息子で、サイヤ人と地球人との最初の混血児。容姿は父（悟空）に似ており、フリーザいわく、伯父（ラディッツ）の面影もある。一人称は基本的に「ボク」だが、魔人ブウと戦う時に「オレ」と言ったこともある（後述）。小さい頃は甘やかされ、これからの平和な時代に武術は必要ないと判断した母親のチチによって、学者になるべく山奥の家で勉強中心の生活をさせられる（学者となるのは悟飯自身の夢ともなっている）。そのため泣き虫だったが、ラディッツ襲来後に自身の怒りから発揮される戦闘力に着目したピッコロに連れ去られ、荒野での厳しい修行を経て逞しく成長していく。悟飯という名前は、悟空の育ての親・孫悟飯にあやかり悟空がつけたもの。アニメでは悟飯の赤子時代を回想した場面で、チチや牛魔王からも多々名前の案が出たが悟飯が泣いて嫌がり、「ごはん」という言葉を聞いて悟飯が喜んだため、この名前を悟空が提案したとされている。
幼少期は悟空から武術の手ほどきを受けていなかったが、窮地に追い込まれた時に強い力を発揮しており、ラディッツにも「感情と共に戦闘力が激変する」と分析されていた。ラディッツ戦以降、戦士としての経験が全くなかった幼い悟飯を鍛えた師匠のピッコロとは互いに強い絆で結ばれている。ピッコロとの絆については、#ピッコロとの師弟関係で後述。後に人造人間編までの3年間、悟空とピッコロと共に修業、その後にセルの登場によって精神と時の部屋で悟空の指導を受け超サイヤ人に覚醒。さらにその状態を超えるため、悟空から本格的に鍛えられた。悟飯自身は本当は戦いたくないこと、父親の悟空と違って自分は戦うことが好きではないことを、セルとの戦闘中に吐露しているが、成り行きとはいえ、第25回天下一武道会に出場することになった際には「ボクだって優勝したい」と発言し、劇場版第12作『ドラゴンボールZ 銀河ギリギリ!!ぶっちぎりの凄い奴』で開催された天下一大武道大会には自らの意思で出場して優勝を狙うなど、命のやり取りではないスポーツとしての戦いには積極的な姿勢も見せている。
学業に関しても優秀で、オレンジスターハイスクールへの編入試験で数学、化学、物理、歴史、国語、外国語では満点を取っている（アニメ版）。体育でも野球の試合でホームランを超人的なジャンプ力で阻止し、軽く投げたつもりの送球も剛速球になり、ヘルメットをかぶっていない状態でデッドボールを顔面にぶつけられても平然としていたりと常人離れしたところを見せるが、本人は「目立っていない」と思っている。アニメや劇場版ではグレートサイヤマンの活動のためによく授業を抜け出すため、教師には「非常に優秀だがサボり魔」と思われている。作中終盤、幼少からの夢であった学者となった。
純粋なサイヤ人である悟空やベジータと同じく大食漢で、天下一武道会の控室では三人で周囲が驚く程の食事量を見せていた。
後期の主要キャラクターの一人であり、サイヤ人編中盤からはフリーザ編では彼の視点で物語が進む場面も多く、人造人間編ではサポート役に回っていたが後期のセル編においては主人公の悟空に代わり、最終的な悪役セルを撃破する。それ以降魔人ブウ編の前半では主人公を務めたが、最終的には悟空に主人公の座を返上している。劇場版作品でも数作主人公を務めているものがある。
ナメック星編の時期に行われた鳥山明の漫画全般を対象にしたキャラクター人気投票では第5位。セル戦時に行われたドラゴンボール初のジャンプ誌面公式の第一回人気投票では、悟飯は5万票以上を獲得して第1位を獲得している。魔人ブウ編時に行われた投票では第6位。連載終了後に発売された『ドラゴンボール完全版公式ガイド Dragonball FOREVER 人造人間編〜魔人ブウ編 ALL BOUTS & CHARACTERS』の投票では3位、また同書のベストバウト投票では、悟飯対セルの闘いは第2位にランク入りしている。
セル編で超サイヤ人2に覚醒した際には、それまでの彼になかった残虐性が大きく出てしまいピンチを招いてしまうこととなった。魔人ブウ編で老界王神に潜在能力解放された際には決して油断してる描写はなく、戦闘中でも周囲にいたピッコロ達を救いだし逃げ延びたデンデのことを察知、更にピッコロが思い違いしていた精神と時の部屋の時間経過の点にも気付くことが出来るほど冷静でもあったが、自信に満ちたことで交戦時に挑発的で粗暴な言動が見られた。『超』では力の大会に向けたピッコロとの修行で彼からそうした詰めの甘さを厳しく指摘され、一騎討ちの中で克服する。直後には各人の実力と適性を冷静に把握している観察眼と即座に判断できる知識力を買われ、悟空自らに第7宇宙代表の抜擢戦士たちのリーダーを任され、勝負に徹してチームに貢献した。

### 性格

#### 幼少・少年期
幼少から邪気の全くない性格で父親の悟空同様筋斗雲に乗れる。グレートサイヤマンへの変身装置を手に入れるまでは、ハイスクールへの通学にも筋斗雲を利用していた。
悟空が初めて悟飯を連れてカメハウスを訪問した際には、ブルマが「孫くんの子にしては礼儀正しいわね」と発言しており、悟空によるとチチの教育の成果である様子。また、ピッコロに「さっさと上着を脱げ」と言われた時にも服をきちんとたたんでいる。祖父や両親と違って標準語で話している。
先述の様にチチの教育もあり、非常に礼儀正しく常識がある優等生であり、クリリン、ヤムチャ、天津飯、餃子、未来から来たトランクスなど目上の人物に対しても、「さん」付けで敬語を使用している。ナメック星編までは敵だったベジータに対して敬語を使わなかった（「Z」、「改」では共闘時に敬称をつけて呼んだこともあった）が、ナメック星消滅時に悟空とクリリンの蘇生手段についてベジータから提案した際には、（ベジータには手を払われたが）自ら握手を求めて礼を述べている。その後の人造人間編以降は「さん」付けで敬語を使っている。エピローグで魔人ブウ(善)がミスター・ブウとして味方になってからも同様。
初の実戦となったサイヤ人との戦いでは子供らしく敵に怯える局面もあったが、師匠であるピッコロとの修行や、彼が自分をかばって死んだ時を境に戦いの最中で精神面で成長していく。敵から怯えて逃げることはなくなり、むしろ誰かと守ったり敵を討たんとする場合には自分から積極的に向かっていくことが増えた（この時も、ピッコロが死ぬ間際に「逃げろ」と言ったにも関わらず、ナッパへ向けて魔閃光を撃って逃げる体力をも失っている）。その後ベジータに悟空が追い詰められた際にも、自らの意志で戦いの場に戻ることを選んでいた。ナメック星ではクリリンが制止したにもかかわらず、ドドリアに殺されそうになったデンデを自らの危険も省みずに助けに行っている。フリーザ戦でも、ピッコロやクリリンが大きなダメージを負わされたり、デンデが殺されたりした時などは激しく怒り、戦闘力では敵わないことを承知の上でフリーザに向かって行った。アニメ版では悟空がフリーザに倒されたと思い、フリーザのサイヤ人絶滅への執着を理解し、ブルマとピッコロを宇宙船で逃がし、幼い身で死を覚悟の上でフリーザをナメック星の爆発で道連れにしようと戦った。人造人間戦ではピッコロが人造人間20号（ドクター・ゲロ）に気を吸い取られていることをピッコロからのテレパシーで知ると、いち早く駆けつけて、ピッコロを救っている。セルゲームにおいて超サイヤ人2へと覚醒した際は普段の優しさがなりを潜め、襲い掛かるセルジュニアを躊躇い無く一挙動で引き裂き、逃げようとした個体すら追撃して死滅させ、セルに対してはすぐには止めを刺さずにもっと苦しめようという発言もしている。同時にベジータがセルに殺されかけた際には自らの身を呈してかばっている。
本質的に争いごとを嫌う温厚で優しい性格だが、仲間が危機に陥ったり、全く関係のない一般人も手にかけようとする卑劣な行動に激怒すると凄まじい戦闘力を発揮するため、この際には当時遙かに格上の敵だったベジータやフリーザさえも驚く程の力を引き出す。単純な潜在能力だけを言うならば悟空やベジータを超えており、ナメック星でのフリーザとの交戦中逆上することで想像以上のパワーを引き出した姿を見て、当時のベジータは自分や悟空以上に伝説の超サイヤ人に最も近い存在ではないかと推測していた。逆上して理性を失った時こそが最も悟飯の戦闘力が発揮される時である。そのことはセル編では本人も自覚していた節があり、悟空もそれを計算に入れてセルとの戦いに臨ませたと理解していた。魔人ブウ編においても、ダーブラ達との戦闘時には少年時代より戦闘力が衰えながらも「もっともこいつは逆上したらどうなるか分からない」とベジータは指摘しており、悟空にも「怒って持っている力のすべてを引き出せば、全世界のどんなやつにも負けない」とアドバイスを受けていた。
大人しい性格ではあるものの、年代が違う大人のクリリンやブルマと自然に親しくなったり、回数はさほどではないがヤムチャや天津飯にも自ら話しかけたりしており、人見知りをせず子供ながらに社交的な面もある。特に父である悟空よりも年上のクリリンとの仲は良く、ナメック星へ向かう宇宙船の中ではピッコロを尊敬していることを見抜かれたり、逆に少年期のセル編終盤においてクリリンが人造人間17号と共に18号に仕掛けられた爆弾の除去を神龍に頼む直前に、彼が18号に異性として好意を寄せていることを見抜いている。また、デンデとも親しくなったことで、デンデが地球の神となるために再訪した時は、再会を喜び合ったりセルゲームの後では掌を合わせながら別れるなどしている。また、作者の鳥山明は、作中で「友達になりたいキャラクター」として、クリリン、ブルマ、デンデ、亀仙人と共に、悟飯を挙げている。アニメや劇場版ではハイヤードラゴンの背中にまたがって遊んだりなど、動物と戯れることが好きな面や、逃げ回っていた恐竜や豹を追い掛け回したりするやんちゃな一面も見せている。
母親であるチチに頭が上がらず、ナメック星編終了時には宿題をやっていなかったために怒られることを不安がっている場面がある。青年時代にもチチに天下一武道会への出場を恐る恐る打診している。一方で、基本的には戦いと無縁の人生を生きてほしいと願う彼女の親心を理解し言いつけをきちんと守っているが、ナメック星編で悟飯がナメック星へ行ってピッコロをこの手で生き返らせたいと伝え、チチが頑なに反対した時には、その迫力で悟空や亀仙人たちが押し黙っている中、「うるさい！」と怒鳴り自身の強い意思を示した。この時悟空は心の中で、悟飯は本当に強くなったと感心していた。劇場版でも、チチが勉強を優先させるため悟空を助けに行こうとするのを反対した際に強く言い返している。
また、アニメ『ドラゴンボールZ』では、仲良くなった遺跡探索用のロボットや草食恐竜を失うというショッキングな出来事も経験し、「サイヤ人を倒して地球を救う」使命感を持つようになる場面や、親を亡くしたピゲロやロムたちと楽しそうに遊ぶといった、子供らしい面も見せている。
野沢雅子は幼年期の悟飯を演じるに当たり、「見ている人が「この子は守ってやらなくっちゃ」と思うくらい弱々しい感じにしておくと、後にたくましく成長したときに、よりちがいが出るんじゃないかと思って演じています」とコメントしていた。

#### 青年期以降
純粋で素直な面は変わらず子供時代同様に筋斗雲に乗れる。真面目で優しい優等生のままだが一般社会にはほぼ関わらずに生活、成長してきたため世間知らずでもある。母であるチチ、ブルマやビーデルなど気の強い女性に頭が上がらなかったり、簡単な誘導尋問に引っかかったりすることもある。ブルマ曰く「しっかりしているように見えて、お父さんの血を継いでいる」。また、両親に対しても敬語で会話をすることがほとんどになった。学校では超人的な力を隠しながら生活し（隠し切れていないが）、部活動はクラスメートのシャプナーにボクシング部に誘われたが家が遠いからと言って断っている。
面倒見がよく、弟の悟天やトランクスには兄貴分として慕われており、当初は困惑気味に接していたビーデルにも気のコントロールや舞空術を教え、天下一武道会に至る頃には良好な仲になっている。また、この時期になっても、天下一武道会やビーデルの話などをしたりなど、デンデやクリリンとは親しく接している。
正義感が強く悪人を放っておけないため、自分の正体を隠すことを念頭に置きながら金色の戦士（超サイヤ人）やグレートサイヤマンに変身して自主的にサタンシティの治安を守っている。また、グレートサイヤマン時は一人称を「わたし」にすることもあった。
悟空のように強さを追求することには関心が無く、修行をするのは強敵の出現など必要に迫られたときのみである。そのため、セルゲーム後の長い平和な時期は勉強優先で武道家としての修行はしておらず、高い戦闘力を持っているもののセルゲーム時よりは弱体化してしまった。しかし魔人ブウ（無邪気）に敗れた後、老界王神に潜在能力を限界以上まで解放してもらう。この潜在能力解放状態は、超サイヤ人3ゴテンクスを凌ぐほどの戦闘力を誇り、身体への負担がなく制限時間もない。以前敗れた魔人ブウ（無邪気）より遥かに強い魔人ブウ（悪）がまるで相手にならない圧倒的な強さを持つ。ピッコロも悟飯特有の甘さが消えたと言い、再会当初は悟空と間違えていた。この際には一人称が「オレ」になり言葉遣いも敵に対しては威圧的になる。
青年期は悟天と年下のトランクスやデンデ、およびガールフレンドのビーデルには砕けた口調で話す時があり、成長とともに変化している。また、正体を知る前のキビトには「あんた」、スポポビッチには「貴様」「お前」、劇場版ではブロリーに激怒した時に「コノヤロー!」と言っており、悪人や正体不明の相手に対しては敵意や警戒心を見せる。
作中終盤、子供の頃からの夢である学者になる。第28回天下一武道会には出場していないが「僕も出れば良かった」と話していることから武術鍛錬そのものは継続している様子。悟空は悟天のことは強引に武道会に参加させているのに対し、悟飯には言及していない。ピッコロもサイヤ人編で悟飯を鍛えようとした際に「サイヤ人を倒した後で（学者に）なればいい」と発言しており、ピッコロは悟飯がセル編後修行をしていなかったことに対しても文句を言っておらず、悟飯が学者になることを容認していた。

## ピッコロとの師弟関係
その純粋さがピッコロを悪の大魔王から地球を守る戦士へと変える一つの要因となっており、悟飯をかばって死ぬ際、悟空たち親子のせいで甘さが移ったことや、悟飯といた数か月は（ピッコロにとって）悪くなかった旨を涙して語っている。ピッコロにとって悟飯はまともに日常的な会話をしてくれた初めての人間であり、悟飯も師として尊敬している。
ナメック星のドラゴンボールを探しに行く息子を心配して猛反対するチチに自分の手でピッコロを復活させたいと説得し、宇宙船の中ではピッコロから貰った服と同じものを作って着用した際にクリリンに「本当にピッコロを尊敬してるんだなぁ」と問われ「お父さんと同じくらい（尊敬している）」と明言した。
アニメ『ドラゴンボールZ』のガーリックJr.編では、操られたフリをして一時的にピッコロに攻撃された悟飯を気遣うクリリンに、「あんな程度の攻撃でへこたれるような、ヤワな鍛え方はしていない」とピッコロが言ったり、パワーダウンしてピンチになったピッコロを守るように立ちはだかったりするシーンがある。また、劇場版第5作『ドラゴンボールZ この世で一番強いヤツ』ではピッコロと同じマントを身に着けていたことがあり、この作品では夢の中で「ピッコロさんだ〜いすき」を歌っている（後述テーマソング）。
セル編にて、精神と時の部屋から超サイヤ人になって出てきた悟飯はピッコロと同じ服が欲しいとの旨を述べ、ピッコロも喜んで同デザインの服をプレゼントしている。
魔人ブウ編のピッコロは、悟飯がブウに殺されたと思われていた時、あの世へ帰る前の悟空からは、「あいつ（悟飯）死んじまって一番残念なのは、おめえと会えねえことだと思うぜ」と言われている。
テレビシリーズ『ドラゴンボール超』では、復活したフリーザとの戦いで、学者業も大切だが修行も大切だと再認識し、ピッコロに再修業を依頼した。ピッコロの再修業の甲斐あって、第6宇宙選抜との試合開催直前の頃には、悟空も悟飯の姿を見て修業の成果を認めるほどに実力を上げた。
劇場版『ドラゴンボール超 スーパーヒーロー』では、学者業に没頭するあまり武術の修業はおろかパンの送迎も疎かになっていることに関して「子供の迎えに行けないくらい、研究が大事かって聞いているんだ!!」とピッコロから厳しく咎められていた。終盤ではセルマックスの猛攻により瀕死になったピッコロを目の当たりにして激怒し新たな進化形態の「孫悟飯ビースト」に覚醒、魔貫光殺砲によってセルマックスを撃破する。闘いの後、娘のパンに笑顔で飛びつかれ、地面の上でしばらくじゃれ合った後パンを高い高いであやしている。その後セルマックスの強さを「父さんやベジータさんがいても勝てなかったかもしれない」と評した際には、「だから平和な時期にも油断するなと言っているんだ」とたしなめられ反省した。セルマックス戦で放った魔貫光殺砲はこっそり練習していたとピッコロに打ち明けた時は、ピッコロは悟飯に背を向けながら「上出来だった」と賞賛している。また、この映画のインタビューでは、原作者の鳥山は「悟飯は師匠のピッコロを父親の悟空以上に慕っている」、悟空・悟飯・悟天役の野沢は「悟飯くんはお父さんよりもピッコロさんなんです」というコメントを残している。

## ビーデルとの恋愛
当初は、グレートサイヤマンの正体を暴こうとするビーデルに困惑していたが、ビーデルについて「正義感が強くていい子」とブルマに話している。舞空術を教わるために押しかけられた時は、天下一武道会に向けた修行の妨げになるため困惑したものの、武道家としては「ただ者ではない」と実力を認めている。この頃、ビーデルは悟飯を異性として意識しているそぶりを見せるようになったが、恋愛に疎い悟飯は気付かなかった。
天下一武道会で悟空からはビーデルは悟飯のガールフレンドとして認識されており、彼女があのミスター・サタンの娘であると知って驚いていた。その後、悟飯は天下一武道会のスポポビッチ戦でビーデルが重傷を負わされた時、悟空が止めるのを聞かずに超サイヤ人に変身して止めに入ろうと飛び出し、ビーデルを抱きかかえて運ぶなどして介抱している。アニメでは一回戦で悟飯が襲われた時に、逆にビーデルが止めに入ろうとして悟空に止められている。魔人ブウとの戦いが始まる中、ビーデルはセルとの戦いの真実を知り、ブウとの戦いが終わったら悟飯とデートしたいと呟いている。
悟飯の方からビーデルにアプローチしたことはないが、彼女との仲をクリリンにからかわれて動揺したり、ビーデルの試合を懸命に応援している。また、悟空が老界王神と悟飯の潜在能力を引き出す条件の際に「女の胸を触らせる」という取引にビーデルを利用しようとした際には強く反対した。

## アニメやゲームでの描写
アニメでは、少年期にブルマに「お父さんと同じで、女心が分からなくて苦労するタイプ」と言われている。魔人ブウ編においてビーデルと2人でいる所をクリリンにからかわれると動揺したり、ビーデルと接触した時や彼女の言動で頬を染めながら見つめるなど恋心が描写されている。また、ビーデルの死を彼女の父サタンと話している時に、ドラゴンボールで生き返ると分かっていても複雑な表情を浮かべ、仲間たちの元へ戻った時には真っ先にビーデルの所に行ったためチチが悔しがる場面がある。
劇場版ではビーデルも戦闘に参加し、また、原作ではグレートサイヤマンを冷めた目で見ていたビーデルも2号として積極的に活動しており、2人の関係が描かれている。劇場版第13作『ドラゴンボールZ 危険なふたり!超戦士はねむれない』ではビーデルは満身創痍でありながら悟飯を助けようとし、悟飯は気絶したビーデルを見て奮起している。しかし悟飯の強さは秘密であるため、問い詰められ痴話喧嘩のようなやり取りをしトランクスに呆れられる。劇場版第15作『ドラゴンボールZ 復活のフュージョン!!悟空とベジータ』ではポーズを決めフリーザを倒す悟飯にビーデルが見とれている。劇場版第16作『ドラゴンボールZ 龍拳爆発!!悟空がやらねば誰がやる』では基本的に一緒に行動する。悟飯はビーデルの強引さに振り回されがちで、ビーデルも悟飯の天然ボケに呆れるものの、以心伝心のような場面もある。また、幻魔人ヒルデガーンとの戦いでは悟飯のピンチに飛び出すビーデルと、気絶する直前にビーデルを心配する悟飯の姿がある。
一部のゲームではビーデルには、「敵に吹っ飛ばされると悟飯がお姫様抱っこで助け、2人で反撃する」という技がある。戦闘前の会話ではビーデルがグレートサイヤマンを「かっこいい」と誉め、グレートサイヤマンの必殺技では2人でハートを乱舞させている。魔人ブウ編後の話にあたる『ドラゴンボールZ 真武道会』では、少年悟飯をビーデルが「可愛い」と抱きしめたり、ビーデルを避難させるために青年悟飯がお姫様抱っこしている。また、ビーデルが悟空のことを思わず「お父さん」と呼んで慌てて訂正している。また、サイヤ人編の話に繋がる『ドラゴンボール改 サイヤ人来襲』ではハッチャン（人造人間8号）が少年悟飯を悟空だと見間違えるシーンがある。
『ドラゴンボール ゼノバース2』では、歴史介入により、トランクスがいた未来に人造人間16号が出現。未来の悟飯が襲われたため、主人公（プレイヤー）と未来トランクスが救援に現れる。16号は倒され、悟飯は成長したトランクスの姿を見て「立派になったな」と褒め称えた。今のトランクスなら人造人間たちを倒し、悟飯の運命を変えることができるがそれはタブー。大人になったトランクスを見て未来は続いていることを確信し、主人公にトランクスを任せ人造人間17号と18号との戦いへ向かっていった。条件を満たすことで悟飯生存ルートが出現。主人公の制止を振り切って未来トランクスが戦いの場に駆けつけ、悟飯の援護を行う。これにより人造人間たちを完全に破壊し、悟飯は仲間たちの無念を晴らした。トランクスは元の時代へは戻らず、このまま残って悟飯と共に平和な未来を実現させる。ただしこれは、悟飯と再会したトランクスの葛藤によって生まれてしまったもので、トランクス本人が改変したわけではない。

## 軌跡

### 幼年 - 少年時代
- エイジ757 5月某日[3][注 1] - 誕生。
  - 尻尾を生やして誕生。アニメでは、命名に悩む牛魔王とチチの場面が描かれており、悟飯という名前は、悟空が空腹時に「ごはん」と口に出す度に笑ったことに由来する。
  - アニメでは悟空とチチが買い与えたおもちゃの車が坂を転げ落ちてしまい、大木に叩きつけられそうになる。衝突寸前に身を守るために本能的に木の幹を突き破った。
- エイジ761 - 4歳
  - 悟空と共にカメハウスに遊びに来た所、悟空を懐柔するため地球に来襲した伯父であるサイヤ人・ラディッツにより、人質として捕らわれる。自分を助けるためにラディッツと戦い絶体絶命の危機に陥れられる悟空の姿を見て激怒し、悟空以上の戦闘力でラディッツに頭突きを食らわせ大ダメージを与える。
  - ラディッツとの戦いの後、1年後にやってくるというベジータとナッパといったラディッツ以上の脅威に対抗するため、悟飯の秘めた力を見抜き、それに賭けたピッコロによって連れ去られ「半年間1人で生き抜け」と言われ、見知らぬ未開の荒野に置き去りにされる。その直後、生まれて初めて見た満月により初の大猿化を遂げるが、ピッコロが月を破壊したことで元の姿に戻り、弱点でもある尻尾を引きちぎられ、亀仙流道着に似せた「魔」のマーク入りの道着と剣を与えられた。
  - サバイバル生活開始から半年後には自分で寝床を見つけ、木の実を集めたり、恐竜の尻尾を叩き切ってバーベキューにしてしまうほどの逞しさを身につける。ピッコロも「この半年間で泣き虫だけは治った」と成長を認められた。以後、決戦に向けて、ピッコロとの組み手を行うようになる
  - 悟空からピッコロのことを「むちゃくちゃ悪い人ではない」と聞いていたこと、自分もそう思うことをピッコロに語る。ピッコロを尊敬するようになり、ピッコロを「ピッコロさん」と呼ぶ。こうして共にした数か月がピッコロ当人に変化をもたらすことになる。
- エイジ762 - 5歳
  - ベジータとナッパが襲来。悟飯は怯えて何もできずにしびれを切らしたピッコロからも見切りをつけられそうになったが、復活した悟空の気に勇気付けられ、ベジータが地球戦士たちの抹殺をナッパに命じた際には、ピッコロを逃がすためにも戦うことを宣言。ナッパを蹴り飛ばすが、倒すまでには至らず、ナッパの放ったエネルギー波に襲われる。ピッコロが身代わりになったことで命拾いした悟飯は、ピッコロの仇を撃つべく、ナッパに魔閃光を放つも通じず、逃げる力さえ失い、ナッパに踏み潰されそうになるが、駆けつけた悟空に助けられ、クリリンと半分こした仙豆で回復する。悟空の指示で一旦はクリリンと共に戦場を後にしたが、ベジータと交戦する悟空の危機を察知して、クリリンと共に戦場に戻り、戦闘不能になった悟空に代わって、ベジータと交戦、何度殴られても立ち向かって行く。再生した尻尾とパワーボールの月で大猿化し、ベジータを追い詰めていき、ベジータの気円斬で尻尾を切断されながらも、元の姿に戻る前の巨体でベジータを押し潰して戦闘不能にする。
  - サイヤ人との戦いで死んだ仲間たちを生き返らせるために、反対するチチを説得してクリリン、ブルマと共にナメック星に向かうが、フリーザ一味とベジータのドラゴンボール争奪戦に加わることになる。ナメック星人の子供のデンデがドドリアに殺されそうになるところを救出し、デンデにナメック星の最長老の家に紹介され、そこで潜在能力を引き出され大幅な戦闘力のアップを遂げる。
  - ギニュー特戦隊の接近を察知し焦ったベジータと一時的な共闘関係を結び、グルドとリクーム、ギニューと戦う。リクームには、首の骨を折られるまで向かって行く。その後ベジータが仮眠している隙を見て、クリリン、デンデと共に7つのドラゴンボール全てを奪い、ナメック星の神龍・ポルンガを呼び出し、ピッコロを甦らせることに成功する。
  - ドラゴンボールにより不老不死となるという望みを断たれ、激怒したフリーザと戦うことになる。フリーザの攻撃でクリリンが死にかけた時に激怒して連続攻撃をし、フリーザに「ただのチビではないようだな」と言わせる。ピッコロが途中から闘いに加わりフリーザに単身挑むが、ベジータやクリリンが「勝てる訳ない」と言う中、悟飯はピッコロに勝算があると信じる。悟飯はここでも、ピッコロが攻撃されている時やデンデやベジータが殺された時は激昂してフリーザに立ち向かった。アニメではフリーザがベジータを痛めつける様子に激怒してフリーザに向かって行こうとするがピッコロに制止されている。ピッコロから「強くなったな悟飯、オレは嬉しいぜ…」と闘いに関して初めて称賛されている。悟飯は、この後、超サイヤ人となった悟空の姿を仲間の中で最初に目にし、仲間やナメック星人たちとともに地球へ戻る。
  - アニメでは、ナメック星編後、悟空が地球から戻って来るまでの間、ガーリックJr.編に突入する。劇場版第4作『ドラゴンボールZ』の敵キャラクターのガーリックJr.が復活を果たし、アクアミストで地球上の生物を魔族に変える事件が発生。ハイヤードラゴンのおかげで発生時のアクアミストを吸わずにすんだ悟飯はピッコロやクリリンと共にガーリックJr.軍団に立ち向かう。悟飯は、クリリンがガーリックJr.の手下に倒され意識を失うと逆上して手下2人を一撃で倒した後すぐさまクリリンの元へ駆け寄ったり、パワーダウンしたピッコロがガーリックJr.に襲われているのを見るとピッコロを庇うようにして仁王立ちになるなどの活躍を見せ、戦士としての高い潜在能力も示す。最後はガーリックJr.の力の源である魔凶星を破壊し、劇場版同様ガーリックJr.をデッド・ゾーンに封印し、再び平和を取り戻す[注 6]。
- エイジ763-766 - 6歳 - 9歳
  - 人造人間との戦いに向けて、悟空、ピッコロと共に修行を積む。
- エイジ766 - 9 - 10歳
  - 人造人間との戦いに臨むが、序盤はヤジロベーの救助やブルマたちの運送などをし、20号にエネルギーを吸い取られていたピッコロを助けた他はほとんど戦闘に参加しなかった。セルを倒すために精神と時の部屋で悟空とともに修行し、その中で超サイヤ人に覚醒、以後は悟空と共に日常的に顔つきも性格も穏やかなままで超サイヤ人の状態を維持しながらセルゲームを待つ。原作では仲間が殺される所を想像することによる怒りで、超サイヤ人に変身。アニメでは無力で甘えていた自分への憤りで変身した[注 7]。
  - 精神と時の部屋の修業を終えてすぐに、ピッコロと同じ服を希望し、道着をマント付きで出してもらう。なお、セルゲームでもこの服を来て来るが、セルとの闘いではマントは外している。
  - ピッコロが神様と同化したため地球のドラゴンボールが消滅するが、新しい神様として悟空がデンデをナメック星人の新しい星から連れてきたことでデンデと再会。デンデが地球に憧れていた理由として、新たな最長老のムーリが言うには「悟飯くんやクリリンさんと会いたいから」とのこと。
  - 完全体セルとの戦いでは、悟空の強さを超えていたことから悟空にセルとの戦闘を任されてセルに挑んだが、セルに戦いたくないことを語り、セルゲームをやめるよう訴えた。しかしセルは真の力を発揮した悟飯と戦うことを望み、悟飯を怒らせ真の力を出させる目的で、自らが生み出したセルジュニアたちを使って悟空たちを痛めつける作戦に出る。最終的に人造人間16号をセルに破壊されたことがきっかけで超サイヤ人2に覚醒、セルジュニアを一瞬で全滅させ、セルをも圧倒する。
  - 超サイヤ人2に覚醒後は、それまでの優しい性格とはうって変わって好戦的な性格になり、早く決着をつけるよう叫ぶ悟空の指示を無視してセルを痛め続ける[注 8]。その結果、追い詰められたセルは地球もろとも自爆しようとするが、セルの自爆から地球を守るために悟空が命を落とすことになり、悟飯は自身が調子に乗っていたことを激しく後悔する。その後、再生能力により復活したことで大幅にパワーアップしたセルに挑もうとするが、先にセルに向かったベジータを庇って左腕を負傷してしまう。しかし、あの世からの悟空の励ましを受けて戦意を取り戻し、セルと壮絶なかめはめ波の応酬を繰り広げ、ベジータの助太刀もあってセルを完全に消滅させた。この時アニメでは、ピッコロ、クリリン、ヤムチャ、天津飯らも援護した。これ以後、悟飯が一時的に主人公となる。
- エイジ767 - 11歳
  - 弟の孫悟天が生まれる。

### 青年期以後
- エイジ774 - 17歳
  - 近くに学校が無かったため、それまでの勉強は自宅での通信教育だったが、チチの意向でサタンシティにあるオレンジスターハイスクールに通い、ミスター・サタンの娘であるビーデルらの同級生として学生生活を営む。チチやブルマに正体がばれると大騒ぎになると言われていたため、本人は至って普通の学生生活を送ろうと務めるが、サタンシティで暴漢を見かけた際、正体がばれぬようにと超サイヤ人化した状態で事件を解決し、その姿から「金色の戦士」と噂されるようになる。また、所々で無意識に力を発揮し[注 9]、不審に思ったビーデルにマークされるようになる。
  - 正体を隠すためにブルマに頼んで変身グッズを製作・デザインしてもらい、以後は正義のヒーロー「グレートサイヤマン」として悪事を解決する。アニメではグレートサイヤマンは町のヒーローとして市民から絶大な支持を受け、さらに映画も製作されているが、ポーズは不評である。
  - 変身していても声を変えていなかったことが災いして、ビーデルの簡単な誘導尋問にひっかかって正体がバレてしまう。口止めとして、天下一武道会に出場することになり、さらに弟の悟天とビーデルに舞空術の稽古をつける。なお、正体判明については、原作では強盗事件で正体がばれたが、アニメでは、オリジナルキャラクターのムスカが起こした恐竜誘拐事件がきっかけで知られることになった。また、正体判明まではビーデルと何度か対立[注 10]しながらも協力をしていた。
  - 第25回天下一武道会では、大会規約の都合で、頭部の変装を当初のヘルメットからターバンとサングラスに変更し、その後もアニメで変身の際はそのスタイルとなった「グレートサイヤマン」として出場し予選を通過。しかし、1回戦直前から変装が不十分なものになっていたため、観戦していたクラスメイトにばれてしまう。1回戦の相手のキビトに超サイヤ人に変身するように頼まれ、ピッコロが同意したのもあり大勢の観客の前で変身するが、ヤムーとスポポビッチに襲われエネルギーを吸い取られる。同時に魔導師バビディと魔人ブウとの戦いに巻き込まれることとなる。
  - セルとの戦い以後は修行を天下一武道会直前にしかしなかったこともあり、実力がセル戦時よりも衰え、バビディの配下であるダーブラに苦戦し、復活した魔人ブウとの戦いにも敗れるが瀕死となっていたところを界王神に救われる。
  - 界王神界へ行き、伝説の剣「ゼットソード」を引き抜き15代前の界王神を封印から甦らせ、その老界王神により潜在能力を限界以上に解放してもらう。一見すると外観の変化は少ないが、毛髪や瞳の色は変わらずに黒目黒髪のままで、超サイヤ人の時のような輪郭線のある鋭い目つきと逆立った頭髪に変化する。この状態時は超サイヤ人3のゴテンクスをも上回る戦闘力を発揮できる[23][24]上に、この状態でいられる制限時間もない。魔人ブウ（悪）を圧倒する凄まじい実力を誇る。
  - また、それまでの一人称は「ボク」で言葉遣いも礼儀正しいものであったが、戦闘中のみではあるが一変して「オレ」と言うようになり、敵に対して威圧的な言葉遣いを用いるようになる[注 11]。ピッコロはこの悟飯を見て、「以前とは気の種類が違い、甘さも消えている」と表現している。また、少年期や天下一武道会前の修業の時の道着はピッコロと同じ服だったが、この時に父親と同じ道着を希望し、以降は悟空と同じ山吹色（アニメでは朱色）の道着になる。
  - 悟天らの窮地に駆けつけ魔人ブウ（悪）と対決、潜在能力を解き放ったその驚異的な戦闘力で圧倒する。だがゴテンクスとピッコロをブウが吸収したことで形勢逆転、さらには自身もブウに吸収されてしまう。一旦は悟空らに体内から救出されるが、ブウによる地球の消滅と共に死亡する。その後はドラゴンボールによって生き返り、悟空の元気玉に協力する。天下一武道会で超サイヤ人に変身する時に「学校は諦めるか」と発言していたが、アニメではブウ撃破後にあたる劇場版『龍拳爆発!!悟空がやらねば誰がやる』において正体がばれた後も通学している。
- エイジ776 - 19歳。ミスター・サタンのホテル落成式典に参加。
- エイジ779 - 22歳。結婚したビーデルとの間に娘のパンを授かる。
- エイジ784 - 27歳。この時点で幼い頃からの夢だった学者となっており、眼鏡をかけている。すでに戦いからは遠ざかっていた。アニメでは実家に隣接する一戸建てで親子3人で生活している。形は悟空の家と似ているが、色が異なり一回り大きい。リビングには結婚式の写真が飾られている。

### 異時系列における孫悟飯
未来から来たトランクスがいた世界では、悟空のように強くなりたいとの思いから、同じ道着（青いインナーは悟空と異なり肘の辺りまである）をまとっており、左胸と背中のマークは「飯」となっている。頬と額に傷跡があり、左腕を失っている。原作では本気を出した17号を相手に、アニメでは17号と18号の2人を相手に戦うが全力を出した2人に殺される。
原作の番外編『TRUNKS THE STORY -たったひとりの戦士-』にアニメオリジナルを加えた形になったTVスペシャル『絶望への反抗!! 残された超戦士・悟飯とトランクス』では、本編の悟飯と比べると厳しさが増し、一人称も「オレ」になっている。
- エイジ764（7歳） - ウイルス性の心臓病によって父・孫悟空を失う[注 13]。
- エイジ767（10歳） - 人造人間17号と18号によってピッコロら仲間たちを全員殺される。TVスペシャルでは、このことを思い出していた際、超サイヤ人に覚醒したと発言している。
- エイジ779（22歳） - 人造人間との戦いで、最後の仙豆を重傷を負ったトランクスに使ってしまう。アニメでは、この時左腕を失う。
- エイジ780（23歳） - 人造人間との戦いで死亡、アニメでは、これがきっかけでトランクスが超サイヤ人に覚醒する。この戦いにトランクスも参加しようとしたが、将来人造人間を倒すことができる可能性がある彼を悟飯は参加させず単身人造人間に戦いを挑んだ。

ゲームでは、父の死後再びピッコロに師事していたという設定で必殺技に魔貫光殺砲が使用できる。また、一部のゲームでは左腕が健在であるが『真武道会2』以外では左腕をほとんど使わずに戦っている。ゲームでは、悟空が死亡したために生まれることのなかった弟である悟天や別の未来のトランクスに「一目会えただけでも良かった」「幸せに暮らすんだぞ」と発言し、全ての元凶と言えるドクター・ゲロに激しい怒りを見せている。現代の青年悟飯とグレートサイヤマンに対しては「人造人間さえいなければ、別の道へ進めたのかも」と発言する。『ドラゴンボールZ カカロット』では追加シナリオ『-TRUNKS- 希望の戦士』にて登場。本編以上に悟飯とトランクスの結びつきの強さが強調されている。地球を襲撃したベジータと戦った過去を悟飯から聞いた際にトランクスは非常に申し訳なさそうにしており、17号がトランクスの魔閃光で絶命する際の幻覚に魔閃光を使う悟飯が登場している。
未来から来たトランクスが人造人間17号と18号、セルを倒すことに成功した未来世界の後の物語が描かれたゲーム『真武道会2』では死亡後、あの世で悟空の声すら聞こえないまま人造人間たちの幻とずっと戦い続けていた。紆余曲折を経て生き返ることに成功し、生前に失った左腕も復活する。未来トランクスや青年悟飯らと共に新たな脅威に立ち向かうことになる。とあるイベントを経て、超サイヤ人2への変身と老界王神による潜在能力解放を行うことが可能となる。本作におけるゼットソードは『その次元に生きていた孫悟飯』のみが引き抜けるような扱いになっている。ゲーム作品において、両腕を使ったモーションを割り当てられているのはこの作品のみである。
『ドラゴンボール』を題材にしたゲームの中で、未来世界の悟飯が登場した作品はスマートフォン向けゲームを除けば『ドラゴンボールZ 真武道会2』と『ドラゴンボールZ Sparking!METEOR』、『ドラゴンボール レイジングブラスト2』、『ドラゴンボールヒーローズ』（ギャラクシーミッションの第9弾より参戦）『ドラゴンボール ゼノバース2』、『ドラゴンボールZ カカロット』の6つ。『ドラゴンボールZ3』では原作の内容を再現したエンディングムービーでTVスペシャルのシーンを再現した17号、18号の技のカットと『ドラゴンボールZ Sparking!NEO』では未来編を題材にしたシナリオがあるが、当人は登場しないため現代の青年悟飯が代役をしている。『ドラゴンボールヒーローズ』では超サイヤ人3に変身可能。
前述したように一部のゲームでは左腕が健在だが『ドラゴンボールZ カカロット』ではアニメ同様の経緯で左腕を失い、以降は左腕を失ったままになる。また『ドラゴンボール レジェンズ』や『ドラゴンボールZ ドッカンバトル』では左腕が健在している未来世界の悟飯の他に左腕を失っている未来世界の悟飯が後に登場している。

### 劇場版
劇場版第4作目『ドラゴンボールZ』において劇場版初登場。同作ではガーリックJr.一味にさらわれるが、秘められた潜在能力により、神龍の力で不死を手に入れたガーリックJr.を異空間に閉じ込める。
劇場版第5作目『ドラゴンボールZ この世で一番強いヤツ』では、チチに止められたにもかかわらず、Dr.ウィロー一味と闘っている悟空の許へ向かう。この劇場版では、悟飯は勉強中に居眠りをしており、その夢の中で「ピッコロさんだ〜いすき！」と唄っている。
劇場版第6作目『ドラゴンボールZ 地球まるごと超決戦』では、ターレスに無理矢理大猿に変身させられ、悟空を襲うが、ハイヤードラゴンを見て大猿のまま穏やかさを取り戻し、悟空を安堵させる。変身が解けた際、悟空に地球の守りを託す。
劇場版第7作目『ドラゴンボールZ 超サイヤ人だ孫悟空』では、メダマッチャと戦うが敗れる。その後、ナメック星人の弱点である口笛を吹いてスラッグを怯ませ、ピッコロが悟空にエネルギーを託すことに成功した。
劇場版第8作目『ドラゴンボールZ とびっきりの最強対最強』では、負傷した悟空を助けるため、ハイヤードラゴンに乗ってカリン塔に仙豆を取りに行く。
劇場版第9作目『ドラゴンボールZ 激突!!100億パワーの戦士たち』では、ピッコロ、クリリンと共に、メタルクウラ配下のロボット兵たちを相手に奮戦する。
劇場版第10作目『ドラゴンボールZ 極限バトル!!三大超サイヤ人』では、悟空ら仲間たちと買い物に出かけていたところ、人造人間13号らとの戦いに巻き込まれる。終盤では他の仲間たちとともに病院に入院しており、病室に居合わせていなかったピッコロとベジータの安否を気遣っていた。
劇場版第11作目『ドラゴンボールZ 燃えつきろ!!熱戦・烈戦・超激戦』では、超サイヤ人として劇場版初登場。悟空に恨みのあるブロリーに「カカロットの息子」と明確に認識されており、悟空に次いで狙われることになる。
劇場版第12作目『ドラゴンボールZ 銀河ギリギリ!!ぶっちぎりの凄い奴』では、主人公を務める。悟空からの叱咤を受け自分の不甲斐無さへの怒りと、悟空亡き今地球を守る使命に奮起し超サイヤ人2への変身を劇場版で初披露する。ベジータやトランクス、ピッコロらが太刀打ちできなかったボージャック一味を実質一人で倒す。それまでのピッコロと同じ道着ではなく、悟空と同じ山吹色の道着とブーツを着用している。終盤では劇場版第10作『ドラゴンボールZ 極限バトル!!三大超サイヤ人』同様、他の仲間たちとともに病院に入院している。
劇場版第13作目『ドラゴンボールZ 危険なふたり!超戦士はねむれない』では、7年前に死んだ父・悟空に代わりブロリーと再び闘う。一騎討ちではパワーアップしたブロリーに苦戦を強いられるが、ドラゴンボールによる奇跡が実現した三大親子かめはめ波でブロリーを倒す。この作中で「相変わらず化け物だ。ボクだって、あの時より相当パワーアップしているはずなのに」と独白していた。
劇場版第15作目『ドラゴンボールZ 復活のフュージョン!!悟空とベジータ』では、あの世から復活した悪者をビーデルと共に退治し、復活したフリーザを超サイヤ人になること無く一撃で倒している。
劇場版第16作目『ドラゴンボールZ 龍拳爆発!!悟空がやらねば誰がやる』では、老界王神による潜在能力解放状態を劇場版で初披露。下半身のみの状態の幻魔人ヒルデガーンを圧倒して退けた。終盤では悟空、悟天と同じ山吹色の道着とブーツを着用して親子三人で共闘するが、完全復活したヒルデガーンに苦戦を強いられる。しかし悟空と同様にヒルデガーンの弱点には気付いていた。
劇場版第18作目『ドラゴンボールZ 神と神』では、すでに成人しており、プリンを奪われ暴れ出した破壊神ビルスに対して老界王神の潜在能力解放状態で挑むが返り討ちにされる。また、ピラフ一味に対しグレートサイヤマンに変身し余興として対抗した。その後、超サイヤ人ゴッド覚醒のため、悟空に協力した際には超サイヤ人にも変身した。ビーデルとすでに結婚しており、懐妊していることを知り歓喜している。また、子供の頃からの夢である学者になっている。
劇場版第19作目『ドラゴンボールZ 復活の「F」』では、復活しトレーニングを積んでパワーアップしたフリーザとその軍隊1000人を迎え撃つ。急遽の襲来だったため、武道着が見つけられず緑色のジャージ姿で参戦する。多くの兵士を殺さない程度に手加減しながらも次々と倒し、フリーザ以外では軍最強を誇る幹部シサミを超サイヤ人へ変身して一撃で撃破する活躍を見せる。だが、超サイヤ人化を解いた際、パワーアップしたフリーザの重い一撃を腹部に受け、意識を失うもピッコロの応急処置に救われる。その後は遅れて駆けつけた悟空らの戦闘を見届けた。
劇場版第21作目『ドラゴンボール超 スーパーヒーロー』では、ピッコロと共に13作目以来ぶりの主人公を務める。生物・昆虫学者として仕事と研究に熱中するあまり鍛錬が疎かとなっており腕も鈍っていたが、レッドリボン軍の新たな野望とピッコロ・パンの腹案により戦うこととなったガンマ1号との戦闘によって、短時間で超サイヤ人・潜在能力解放状態（アルティメット・究極）まで覚醒し力を取り戻す。その後レッドリボン軍総帥マゼンタによって蘇った暴走状態のセルマックスの破壊と猛攻を止めるため、ピッコロや和解したガンマ1号・2号や仲間たちを立ち向かうが、その圧倒的な力により劣勢へと立たされる。仲間が次々と倒されていく中、最後まで奮戦していたピッコロが敗れ、殺されそうになったことで怒りによってさらに覚醒し「孫悟飯ビースト」へと変貌を遂げた。その力はセルマックスを遥かに凌駕しており、魔貫光殺砲を放ちセルマックスを打ち破った。

## ドラゴンボール超
魔人ブウとの闘いが終わり、数年後にビーデルと結婚する。義父となったミスター・サタンに豪邸を建ててもらうなどしているため、ビーデルには頭が上がらない（ビーデル自身は気にしている様子はなく、悟飯が学者業にのめり込むことを応援している）。立派な学者になるために勉強している。パン誕生後、学者の卵となって奮闘する傍ら、グレートサイヤマンに変身してサタンと闘ってみせてパンを楽しませている。
破壊神ビルス編
ブルマの誕生パーティーの際、老界王神の潜在能力解放状態で破壊神ビルスに挑み、拘束しようと触れる寸前まで返り討ちにされた。この際、原作となる劇場版『神と神』では私服を脱いで武道着姿に着替えていたが、本作では私服姿のままで戦闘を挑んだ。その後、悟空を超サイヤ人ゴッドへと覚醒させるための儀式に協力した際には超サイヤ人にも変身した。
フリーザ復活編
この頃から新人学者として働き始めている。「破壊神ビルス編」から髪型が変化しており、頭髪を横分けに寝かせ落ち着いた髪型となり、メガネもレンズが細身の形状の黒縁のものとなっている。フリーザ軍の襲撃が急だったこともあり道着が見当たらず、緑色のジャージを着て駆けつけ、悟空とベジータが不在のため地球側の最大の戦力として闘う。タゴマの身体を奪って復活したギニューを超サイヤ人に変身して2発の打撃で勝利するも命は奪わなかった。劇場版と異なり、ギリギリまで超サイヤ人になるのをためらっていた上に変身後も「どこまで持つか…」と超サイヤ人状態を維持するのも不安な心境が描かれた。
だが平和な日々と学者業での修行不足もあり、パワーアップして神の次元の実力を得たフリーザには為す術なく絶体絶命の危機に陥るが、ピッコロがフリーザの攻撃から悟飯を庇い死亡。全身に重傷を負いながらも悟空に地球の位置を知らせるために、再び超サイヤ人に変身し気を解放させたことで力を使い果たすが、悟空とベジータを地球に帰還させることができた。そしてクリリンから仙豆をもらい一命を取り留めた。
悟空がゴールデンフリーザを倒し、カプセルコーポレーションで行われた祝勝パーティーでは、自身の不甲斐なさからピッコロを死なせた上に、ビーデルら家族も失う所であったことを悔やみ、大切なものを守るには戦闘力も大切であることを再認識し、ピッコロに再修業を申し出た。ピッコロも「鈍った体を鍛え直してやる」とその依頼を了承した。
破壊神シャンパ編
第6宇宙との団体試合に際し、ベジータが第7宇宙の選抜メンバーとして「潜在能力が一番高い」と悟飯を推したが、悟空は今の悟飯は学者業で勉強漬けなことに加えて、道着も失くしてしまっているから難しいのではと答え、それを聞いたベジータは「惜しいな」と呟いていた。代わりにピッコロをスカウトに行った悟空らだったが、そこでは悟飯がピッコロによる再修業を行っていた。通常時の髪型は、再修業の開始に伴い「フリーザ復活編」での頭髪を横分けに寝かせた髪型から、再び以前と同様の頭髪を逆立たせたヘアースタイルに戻している。
団体試合の話を聞いた悟飯は、別宇宙の猛者と闘えるとは再修業の成果を試す良い機会と自ら参戦の意思表示をし、悟空も悟飯の身体を見て「そうか！だから…！」と再修業の成果を認めた様子でその申し出を了承した。だが悟空が試合の日程を告げると、休めない大事な学会の日程と重なっていたために出場できなくなり、当初の予定通りピッコロが選抜メンバーとなった。
“未来”トランクス編
ゴクウブラックとの闘いの合間にやってきた未来のトランクスと再会し、ビーデル、パン、サタンと共にもてなした。以前セルを倒した際の少年時代の悟飯や、師である未来の悟飯とは異なり、戦闘から遠ざかり、学者として父親として穏やかになった様子の現在の悟飯に戸惑うも、幸せそうな悟飯の姿を見てトランクスはブラック打倒への決意を新たにする。この時、悟飯自身はなぜ未来のトランクスがまた現代へやってきたのかを把握していなかった。次に悟空とベジータがブラックとザマスに敗戦し、トランクスを未来に残し帰還した際に、初めて今回の事態を知り、自分が何も知らなかったことを後悔し憤りを見せ、ピッコロに再び自身の修業指南を依頼。最後に未来のトランクスとマイが新たな未来世界へと旅立つ際に、修業途中でピッコロと共に駆けつけて2人を見送った。この際にはメガネを外していたことと、戦士としての精悍な顔つき取り戻しつつあった姿を見せたことで、トランクスは未来の悟飯とその面影を重ね合わせ涙を流した。
漫画版では本編での出番は全くなく、特別マンガにのみ登場。未来トランクスと再会した時期がかなり遅く、未来世界が滅び、現代世界で暮らす準備をし始めた頃になって初めて未来トランクスと対面した。トランクスが取り戻した平和な世界を見たい、未来のブルマさんに会いたいとうっかり話したためにトランクスが現代世界に留まらず未来に帰る切っ掛けを作ってしまった。なお、この頃から再び戦力になるためにベジータの重力室で修業し始めた模様。
「“未来”トランクス編」と「宇宙サバイバル編」の間に、悟飯を主役としたアニメオリジナルストーリー（第73話・第74話）が挿入されている。悟飯には無許可で制作が開始された映画『グレートサイヤマンvsミスター・サタン』に、「パンが大きくなった時に映画を見て喜んでほしい」との想いからスタントマンを志願し、超人的なスタントを見せて火が付いた監督から正式にスタントマンを打診される。このことで主演俳優のバリー・カーンの逆恨みを買い、アイドルの甘栗ココアを利用したハニートラップに嵌められてしまう。しかしビーデルとの夫婦愛の絆によってピンチを乗り越えた後、精神寄生体「ワタガッシュ」に寄生されたバリー・カーンにパンを誘拐されてしまう。市街地戦かつ宿主であるバリーを殺してはならないという悪条件のため苦戦するも、ビーデルとパンの声援を受けて「超（スーパー）グレートサイヤマン」となってワタガッシュに勝利する。
ピッコロとの再修業を開始して以降、戦闘への意欲が向上しており、グレートサイヤマンの人助け活動の一環として修業の相手を探す悟空の対戦相手を務めるなどしている。
宇宙サバイバル編
全王が主催する8つの宇宙の代表戦士によるチーム対抗の武道大会「力の大会」に、自身らの宇宙の存亡が懸かっていることをいち早く悟空から聞き、家族を守るために第7宇宙代表の選抜戦士の一人として参戦する。大会に先立って行われた「全覧試合」にも、学者業の合間にピッコロから再修業を受けていた成果を発揮するため悟空やブウと共に参加した。
悟空と同じデザインの武道着に身を包んで大会に臨む。「全覧試合」の第2試合では、第9宇宙の戦士であるラベンダと対戦。ラベンダが発する毒の攻撃によって視力と体力を奪われるも、超サイヤ人に変身し自身の全身から発する気をアクティブレーダーとして利用しラベンダの位置を把握するという機転を利かせ、反撃を仕掛けることで彼を戦闘不能に追い込む。だが自身も毒が全身に浸食し倒れ、試合は引き分けに終わる。その後悟空から仙豆を与えられ無事に回復し、悟空のベルガモやトッポの対戦を観戦する。再修業を経て本格的に闘いの場に戻ったことで、悟空と強敵らの闘いぶりに気持ちを高揚させており、自身にもサイヤ人の血が確かに流れていることを自覚している。
力の大会本戦に向けても、未知の強敵たちとの闘いに胸を高鳴らせており、最強の第7宇宙代表チームを作ろうと悟空のメンバー選考に協力する。クリリンについては自身らとの戦闘力の絶対値としての差からスカウトすることを疑問視していたが、模擬戦の際にはクリリンの新技・百倍太陽拳で視界を遮られ不意打ちを受け場外負けを喫する。自身の未熟さを悟り、ピッコロに大会への参戦要請へ向かった際には再修業の仕上げとして特訓を行った。この時点で超サイヤ人2への変身までは可能となっていたが、ビーデルら家族を守るために強くなろうと意気込む悟飯に対しピッコロは「気負いばかりで力が空回りしている」、「自分の強さに慢心して気持ちが戦士になりきれていない」と驕りによる詰めの甘さを指摘される。さらに魔人ブウ（悪）との戦いで覚醒した、老界王神による潜在能力解放状態にも言及し、「超サイヤ人がお前の全力ではないだろう？」と告げ、ブウと戦った時の力を呼び起こせと鼓舞。これを受けて悟飯は超サイヤ人2から老界王神の潜在能力解放状態へと再び覚醒を遂げ、全盛期の力を取り戻す。ピッコロの片手を切るまでに追い詰めたが、戦闘態勢を解いたところで気功破を被弾し、「勝負がついたとの油断からブウに吸収された」と再度指摘を受けて修業を再開した。その後も、ピッコロから悟飯の戦闘力にはまだまだ伸びしろがあるという提案から、さらなる力の向上を目指して大会開催の直前までピッコロと修業を継続した。それに伴い2人での連携技も考案している。ピッコロとの特訓を終えその力を試すべく、天津飯のスカウトを終えた悟空のもとへ向かい対戦を申し出る。この際にも、老界王神の潜在能力解放状態で戦闘し、悟空に「超サイヤ人には変身しないのか」と問われた際には「まだ誰も見たことのない究極の姿。父さんとは違うやり方でそこを目指します」と答えた。その闘いでは悟空の超サイヤ人ブルーにすら押し負けない猛攻を仕掛け、悟空に超サイヤ人ブルー界王拳で応戦させるほどの戦闘力を発揮した。この闘いの気迫は遠く離れたベジータやウイスたちの所にまで届くほどだった。結果、悟空には敗れるも、その闘いぶりから悟空に第7宇宙代表チームのリーダーに任命された。
力の大会では、単独で第6宇宙の代表戦士ボタモ、第10宇宙の代表戦士オブニ、ピッコロとの連携で第6宇宙のサオネルとピリナ、第4宇宙のガミサラスとシャンツァを倒す。続けて第3宇宙の合体戦士コイチアレータを撃破寸前まで追い詰め、さらにはコイチアレータがDr.パパロニと融合しパワーアップした巨大戦士アニラーザを、悟空、ベジータ、17号、フリーザと5人で協力して倒した。大会の最終局面、第11宇宙の三強（ジレン、トッポ、ディスポ）との決戦では、17号と連携してトッポと対戦。かめはめ波を浴びせたがトッポに通用せず防戦一方となったが、「超(スーパー)最高速モード」を発動したディスポに苦戦するフリーザが窮地に陥ったと見るや救援に駆けつける。フリーザと協力しての捨て身の戦法で自身ごとディスポを道連れに脱落させた。その活躍はビルスにも認められ、その名を覚えられた。
漫画版『超』の「宇宙サバイバル編」ではアニメ版とは異なり、ピッコロと同タイプの武道着に身を包み登場。ピッコロとの再修業で戦闘力を取り戻しており、力の大会前の結集時にはベジータにも「見違えたぞ」と修業の成果を認められた。力の大会では、第6宇宙の女サイヤ人ケールとカリフラがポタラの力で融合した合体戦士ケフラと対戦。悟空とジレンの戦闘に割って入ろうとするケフラを食い止め戦闘となる。この戦闘中、ケフラに超サイヤ人には変身しないのかと問われた際に悟飯は、サイヤ人としてではなく1人の人間として進化する道を選んだため、もう超サイヤ人には変身する必要がないといった旨の発言を返している。ピッコロ曰く、短期間の修業では戦いの勘を取り戻すので精一杯だったが、力の大会で戦う中で悟飯は更に進化し以前よりも遥かに強くなっていったとのこと。悟飯のその才能を目の当たりにしたクリリンは、もしも悟飯が仕事に就かずにずっと修業をしていたら、悟空より悟飯の方が強くなるのではとその才能に驚いていた。ケフラとの闘いは互角の戦闘を繰り広げた末に相討ちとなった。
銀河パトロール囚人編
脱獄囚モロに力を分け与えられたことで大きく戦闘力を上げた囚人たちが銀河中に放たれ、地球にも襲来。その内の1人である人工生命体・セブンスリーのコピー能力に苦戦するピッコロの救援に駆けつける。ピッコロの技を熟知しているためセブンスリーを完封したが、セブンスリーが切り札としてストックしていたモロのエネルギー吸収能力を発動されると形勢が逆転し敗北。モロの命令で囚人たちは再襲来を宣告して一時撤退。
モロと囚人軍が地球に再襲来するまでにピッコロと共に修業を行い、囚人軍を地球の戦士らと共に迎え撃つ。セブンスリーとの再戦では、コピー能力では対応できないピッコロとの連携技でセブンスリーを圧倒。窮地のセブンスリーが再びモロのエネルギー吸収能力を発動しようと試みるが、エネルギー吸収が効かない人造人間17号と18号が発動を阻止した。その後モロに更に追加して気を与えられ自身の限界を遥かに超えてパワーアップしたザガンボに仲間たちと挑み苦戦するが、身勝手の極意を会得した悟空が到着しザガンボを倒す。その後は悟空とモロとの戦いと、悟空が劣勢になった頃に修業を終えて駆け付けたベジータとモロの戦いを静観する。だが、モロがセブンスリーを吸収したことで形勢逆転しベジータも窮地に陥ると、悟飯と悟空とピッコロの三人での連携攻撃をモロに仕掛ける。だがその際、悟空がモロに胸を貫かれ瀕死になると悟飯は怒り攻撃、サイヤ人特有の怒りによる戦闘力の向上を認められるも、モロには遠く及ばずピッコロと共に敗れる。
「宇宙サバイバル編」で以前より強さを増した人造人間17号が再登場した後の時系列となる本シリーズでも、悟空とベジータが地球不在の際に、ピッコロが悟飯に「地球上じゃ今お前が一番強いんだからな」と発言していることから、力の大会の後も地球の戦士の中では悟空とベジータに次ぐ、17号を上回る戦闘力を維持している。
スーパーヒーロー編
劇場版としては5作品ぶりに主人公として登場。当初は学者業で多忙を極め、修行から遠ざかるばかりかパンの送迎もおざなりにしていたことをピッコロに叱責されていたが、ピッコロとパンの狂言によって新生レッドリボン軍に誘拐されたパンを救出するため戦いに赴く。ガンマ1号との激闘によって潜在能力解放状態の力を発揮し、最終的にピッコロ達や和解したガンマ達、彼らの製作者であるDr.ヘドとともにセルマックスへの闘いに挑む。戦いの終盤、師匠のピッコロが重傷を負った姿を見たことで激怒し、新たな姿となる「孫悟飯ビースト」へと覚醒しセルマックスを圧倒、最後はピッコロの協力も経て魔貫光殺砲を放ちセルマックスを撃破、レッドリボン軍を壊滅させた。
ガンマ達を見て「格好良いな」と評したトランクスや悟天とは違い、ハイスクール時代にはグレートサイヤマンに象徴されるように好んでいたスーパーヒーローの姿に対しては、特に反応も関心も示さなかった。
漫画版では後日談が追加されており、悟飯が更なる覚醒を遂げたことを知った悟空から試合を申し込まれそれに応じ、ビルスの星へと移動する。ウォーミングアップとして悟天とトランクスの二人を相手に組み手を行い、悟空との試合ではビーストへと変身、身勝手の極意を発動した悟空の回避速度すらを超えて攻撃を命中させ、互角に戦う。その後、悟空の提案によりブロリーとも試合を行い、ブロリーは遂に暴走せずに超サイヤ人への変身を成功させて圧倒的なパワーを発揮する。その力に驚きながらも超サイヤ人となったブロリーともビーストで互角以上に渡り合う姿を見せた。その後はベジータとも試合をこなし結果4連戦を行うこととなった。

## ドラゴンボールGT
- エイジ789 - 32歳
  - 原作や前作『Z』では準主人公であったが、本作ではサブキャラクター的な扱いとなっている。真面目で堅実な学者、パンの頼れる父親として成長。究極のドラゴンボールで悟空が小さくなり、その回収の旅に同行を決意するが、ベジータの案で悟天とトランクスに譲った。だが、悟天は置き去りにされ、代わりに宇宙船に密航したパンが同行することになった。
- エイジ790 - 33歳
  - 地球に襲来し、悟天の体を乗っ取ったベビーと戦う。悟天を凌ぐそのサイヤパワーに目を付けられ、今度は自分がベビーに体を乗っ取られてしまい、駆け付けたピッコロと交戦、倒してしまう。ベビーがベジータに移った後も、ベビーの洗脳下にあり、帰ってきた悟空を攻撃、さらには娘のパンをも殺そうとした。洗脳が解けた後はパンとサタンのピンチを救う。地球崩壊時にはテレパシーでピッコロと涙ながらに最後の別れを交わした。
  - 超17号編では地獄から復活したリルド将軍に苦戦していた所をウーブらに助けられ、戦いから引退することを示唆する発言もしたが、続けてベジータらと共に超17号に果敢に挑んだ。
  - 邪悪龍編では、久しぶりに道着に身を包んだ姿で悟空の危機に駆けつけ、悟天らと共に一星龍との最終決戦に参戦した。道着のデザインは魔人ブウ（悪）と戦った時のマークが無いものから、左胸と背中に「悟」の文字が入ったものになった。ほぼ戦いから退き学者になっていたため、戦線復帰の理由を語るエピソードのプロットも用意されていたが、本線から外れた内容なため、お蔵入りとなっている[26]。
  - 本作での戦闘時には、リルド将軍戦のように黒目黒髪の状態[27]の他、超サイヤ人に変身して戦うことが多い。なお、ベビーの発言によれば、本作でも悟天よりは戦闘力が上。
  - 優しい性格は変わらず、妻のビーデルや母のチチからも信頼されている描写があった。悟天、トランクスといる時はリーダーシップを発揮しており、ベビーに洗脳されている時も率先してベビーのために行動していた。
  - 一人称は、再び「ボク」に戻っているが、戦闘時や年下の悟天やトランクスと話す時には「オレ」になることもしばしばある。ベビーに洗脳されている時は「わたし」になる時もあった。
  - 原作終盤と同様、日常では眼鏡をかけているが、戦闘時には外している。

## ドラゴンボールオンライン
原作者の鳥山明が全面監修を行うも、日本ではサービス展開されなかった日韓共同製作・開発のオンラインMMORPG『ドラゴンボールオンライン』における設定。遥か未来の物語のため悟飯自身は故人だが、歴史年表にその名が登場する。以下に特筆すべき部分を挙げる。
- エイジ804 - 孫悟飯は自身らのこれまでの闘いに関する研究を開始。父や自身が持つ力について改めて考えた悟飯は、その源である「気」に関する学術的研究に没頭する。その研究をまとめ体系化した著書『気功科学』は密かな人気を得る。その中で記された「カッチン鋼は斬れる！」の項は、その後の「気功剣術」の誕生に大きく影響を与えることとなった。その中で孫悟飯は、かつて宇宙一硬い鉱物「カッチン鋼」をゼットソードで斬ろうとして失敗した体験についての考察を記す。研究の結果、気を極限まで凝縮させて「刃」の形状にすることによってカッチン鋼を斬ることが理論上は可能であるという考えに至る。しかし、そのレベルまで気を凝縮させるには膨大な量の気と、極限の集中力が必要でもあった。実際にはそこまでの集中力の維持は不可能であるため、それを補助するために物質的な「剣」を用いることとした。この場合、剣に最も求められるのは硬度よりも「重さ」であった。膨大な質量は剣自体に引力を生み、剣の形状に気を凝縮させる補助となる。重い剣を用いるほど、剣への気の凝縮は容易かつ強力になるということを解明した。

## 家系図
| バーダック | バーダック | バーダック | バーダック | バーダック | バーダック |            |            | ギネ       | ギネ       | ギネ | ギネ | ギネ | ギネ |  |  | 孫悟飯 （育ての親）   | 孫悟飯 （育ての親）   | 孫悟飯 （育ての親）   | 孫悟飯 （育ての親）   | 孫悟飯 （育ての親）   | 孫悟飯 （育ての親）   |  |  | 牛魔王 | 牛魔王 | 牛魔王 | 牛魔王 | 牛魔王 | 牛魔王 |  |  | ミスター・サタン | ミスター・サタン | ミスター・サタン | ミスター・サタン | ミスター・サタン | ミスター・サタン |          |          | ミゲル   | ミゲル   | ミゲル | ミゲル | ミゲル | ミゲル |  |  |  |  |
| バーダック | バーダック | バーダック | バーダック | バーダック | バーダック |            |            | ギネ       | ギネ       | ギネ | ギネ | ギネ | ギネ |  |  | 孫悟飯 （育ての親）   | 孫悟飯 （育ての親）   | 孫悟飯 （育ての親）   | 孫悟飯 （育ての親）   | 孫悟飯 （育ての親）   | 孫悟飯 （育ての親）   |  |  | 牛魔王 | 牛魔王 | 牛魔王 | 牛魔王 | 牛魔王 | 牛魔王 |  |  | ミスター・サタン | ミスター・サタン | ミスター・サタン | ミスター・サタン | ミスター・サタン | ミスター・サタン |          |          | ミゲル   | ミゲル   | ミゲル | ミゲル | ミゲル | ミゲル |  |  |  |  |
|            |            |            |            |            |            |            |            |            |            |      |      |      |      |  |  |                       |                       |                       |                       |                       |                       |  |  |        |        |        |        |        |        |  |  |                  |                  |                  |                  |                  |                  |          |          |          |          |        |        |        |        |  |  |  |  |
|            |            |            |            |            |            |            |            |            |            |      |      |      |      |  |  |                       |                       |                       |                       |                       |                       |  |  |        |        |        |        |        |        |  |  |                  |                  |                  |                  |                  |                  |          |          |          |          |        |        |        |        |  |  |  |  |
|            |            |            |            | ラディッツ | ラディッツ | ラディッツ | ラディッツ | ラディッツ | ラディッツ |      |      |      |      |  |  | 孫悟空 （カカロット） | 孫悟空 （カカロット） | 孫悟空 （カカロット） | 孫悟空 （カカロット） | 孫悟空 （カカロット） | 孫悟空 （カカロット） |  |  | チチ   | チチ   | チチ   | チチ   | チチ   | チチ   |  |  |                  |                  |                  |                  |                  |                  |          |          |          |          |        |        |        |        |  |  |  |  |
|            |            |            |            | ラディッツ | ラディッツ | ラディッツ | ラディッツ | ラディッツ | ラディッツ |      |      |      |      |  |  | 孫悟空 （カカロット） | 孫悟空 （カカロット） | 孫悟空 （カカロット） | 孫悟空 （カカロット） | 孫悟空 （カカロット） | 孫悟空 （カカロット） |  |  | チチ   | チチ   | チチ   | チチ   | チチ   | チチ   |  |  |                  |                  |                  |                  |                  |                  |          |          |          |          |        |        |        |        |  |  |  |  |
|            |            |            |            |            |            |            |            |            |            |      |      |      |      |  |  |                       |                       |                       |                       |                       |                       |  |  |        |        |        |        |        |        |  |  |                  |                  |                  |                  |                  |                  |          |          |          |          |        |        |        |        |  |  |  |  |
|            |            |            |            |            |            |            |            |            |            |      |      |      |      |  |  | 孫悟飯                | 孫悟飯                | 孫悟飯                | 孫悟飯                | 孫悟飯                | 孫悟飯                |  |  | 孫悟天 | 孫悟天 | 孫悟天 | 孫悟天 | 孫悟天 | 孫悟天 |  |  |                  |                  |                  |                  | ビーデル         | ビーデル         | ビーデル | ビーデル | ビーデル | ビーデル |        |        |        |        |  |  |  |  |
|            |            |            |            |            |            |            |            |            |            |      |      |      |      |  |  | 孫悟飯                | 孫悟飯                | 孫悟飯                | 孫悟飯                | 孫悟飯                | 孫悟飯                |  |  | 孫悟天 | 孫悟天 | 孫悟天 | 孫悟天 | 孫悟天 | 孫悟天 |  |  |                  |                  |                  |                  | ビーデル         | ビーデル         | ビーデル | ビーデル | ビーデル | ビーデル |        |        |        |        |  |  |  |  |
|            |            |            |            |            |            |            |            |            |            |      |      |      |      |  |  |                       |                       |                       |                       |                       |                       |  |  |        |        |        |        |        |        |  |  |                  |                  |                  |                  |                  |                  |          |          |          |          |        |        |        |        |  |  |  |  |
|            |            |            |            |            |            |            |            |            |            |      |      |      |      |  |  |                       |                       |                       |                       |                       |                       |  |  |        |        |        |        |        |        |  |  |                  |                  |                  |                  |                  |                  |          |          |          |          |        |        |        |        |  |  |  |  |
|            |            |            |            |            |            |            |            |            |            |      |      |      |      |  |  |                       |                       |                       |                       | パン                  |                       |  |  |        |        |        |        |        |        |  |  |                  |                  |                  |                  |                  |                  |          |          |          |          |        |        |        |        |  |  |  |  |
|            |            |            |            |            |            |            |            |            |            |      |      |      |      |  |  |                       |                       |                       |                       |                       |                       |  |  |        |        |        |        |        |        |  |  |                  |                  |                  |                  |                  |                  |          |          |          |          |        |        |        |        |  |  |  |  |
|            |            |            |            |            |            |            |            |            |            |      |      |      |      |  |  |                       |                       |                       |                       | 3代不明               |                       |  |  |        |        |        |        |        |        |  |  |                  |                  |                  |                  |                  |                  |          |          |          |          |        |        |        |        |  |  |  |  |
|            |            |            |            |            |            |            |            |            |            |      |      |      |      |  |  |                       |                       |                       |                       |                       |                       |  |  |        |        |        |        |        |        |  |  |                  |                  |                  |                  |                  |                  |          |          |          |          |        |        |        |        |  |  |  |  |
|            |            |            |            |            |            |            |            |            |            |      |      |      |      |  |  |                       |                       |                       |                       | 孫悟空Jr.             |                       |  |  |        |        |        |        |        |        |  |  |                  |                  |                  |                  |                  |                  |          |          |          |          |        |        |        |        |  |  |  |  |

## 悟飯の技
原則として悟飯が本編などで直接見せた技を解説する。原作で名前が付いているのは魔閃光、かめはめ波、舞空術のみ。
魔閃光（）
ピッコロとの修業を経て会得した技。両手を重ねて額にかざし気を集中させてから、前に突き出して掌から気を放出する。
ナッパ戦でピッコロが自分をかばって死亡した直後に、戦闘力が大幅に上昇する程の怒りと共にナッパに向けて撃っているが弾き飛ばされている。アニメでは、原作に比べると比較的多用しており、偽ナメック星で猛毒の沼から脱出する際や未来から来たトランクスの回想シーンの中で未来の悟飯が使用している。また劇場版では度々登場し、トランクスと一緒に使ったこともある。

お父さんをいじめるな
全身に気を纏って体当たりする。ラディッツに対して使用。

秘めたる力 / 秘めた力
両腕を前に突き出して全身に気を纏って突進し、エネルギー波を放つ。ピッコロに岩山に向けて投げた時に使用し、岩山を跡形も無く消し飛んだ。

突撃
『Z』第19話、『改』第6話で使用。全身に気を纏っての突撃。ピッコロとの修行で使用した。

怒り爆発キック
相手に飛び掛かっての顔面への蹴り。サイヤ人編ではナッパを遠方に吹っ飛ばす威力を見せた。またドドリアやフリーザ（後述）にも激昂した状態から蹴りを見舞っている

連続気功波 / 撃龍散弾（）
気功波を連続で放つ。変身したフリーザに対して使用した技。

烈震拳 / 爆裂乱魔
名前はゲームより。蹴り→アッパー→連続突き→蹴り飛ばしの連続攻撃の後、とどめに両腕を振りかぶって連続エネルギー波を放つ。フリーザ第2形態に使用したが、フリーザを多少驚かせた程度で大したダメージにはならなかった。
止めの連続エネルギー波のみを激烈魔弾と採用しているゲーム作品もある。

フルパワー気弾 / 魔閃弾（）
投球フォームのような構えから、エネルギー弾を片手で投げる技。

爆砕魔弾（） / フルパワー魔閃光
右手で支えた左手を後方に引いてから、渾身の力を込めたエネルギー波を放つ。第3形態のフリーザに対して使用し、弾き返されたが悟飯に当たる前にピッコロが軌道を変えた。

静かな怒り /孫悟飯爆発！！
『Z』第185話、『改』第93話で使用。相手を手刀で叩き落とし、最後に蹴りを決める。セルジュニアを粉砕した。原作の該当シーンでは手刀のみ。『ドッカンバトル』では相手にラッシュをした後に手刀で吹き飛ばすようになっている。

ジェットアッパー / 怒放撃心（どほうげきしん）
セルに対して大きなダメージを与えたアッパー。

龍翔撃（りゅうしょうげき） / 龍翔拳（りゅうしょうけん）
名前はゲームより。相手にボディブローからアッパーを叩き込む。セルに対して使用。
ゲームでは派生したバリエーションがあり、アッパーの代わりに強烈に蹴り上げるものなどがある。

かめはめ波（）
元々は亀仙人が開発した技。セルゲームでは、セルと壮絶な撃ち合いを見せる。なお、初使用時は気を溜める動作を行わず、直接放っている。セル戦では叱咤する悟空の魂と共にこれを放ち、勝利している。この時は左手を負傷していたため、右手のみで撃っている。右手で放った時のかめはめ波はゲーム作品においては「親子かめはめ波」という名称が付けられている。
原作で初めて使用したのはセル戦だが、アニメ版『ドラゴンボールZ』でのみベジータ戦にて構え方は魔閃光で技名を「かめはめ波」と叫んで使用した場面がある。このシーンは原作では技名を発しておらず、『ドラゴンボール改』では「魔閃光」と発して撃っている。『ドラゴンボール ZENKAIバトルロイヤル』では、老界王神の潜在能力解放状態であるアルティメット孫悟飯が「アルティメットかめはめ波」を使用している。

爆裂魔衝（ばくれつましょう）
『Z』第187話、『改』第94話で使用。顔面に回し蹴り、腹部に飛び蹴りを叩き込む。完全体・パワー重視形態のセルに対して使用し、18号を吐き出させた。原作の該当シーンでは回し蹴りのみ。

舞空術（）
全身の気をコントロールしながら放出することによって、空中を飛行する技。元々は鶴仙流独自の技だが、その後ほとんどの戦士が体得している。

気合砲（きあいほう）
手から気の塊を発射し、相手にぶつける技。金色の戦士として、サタンシティに現れた銀行強盗の車を吹き飛ばした際に使用。

爆力魔閃（ばくりきません）
青年期に使用。名前はゲームより。構えが魔閃光と同じだが、エネルギー波が広く拡散する。

爆裂ラッシュ
名前はゲームより。連続攻撃で空中に飛ばした直後、強烈な裏拳で相手を叩き落す。魔人ブウ（悪）に対して使用。

シールド / 爆魔障壁（ばくましょうへき）/光のシールド
アニメオリジナル。ガーリックJr.のデッドゾーンを防御するために使い、とどめにも使用した攻防一体の技。劇場版第13作『危険なふたり!超戦士はねむれない』ではブロリーから悟天、トランクス、ビーデルらを守る際に使い、TVスペシャルでは未来の悟飯も使用している。

魔貫光殺砲（）
『スーパーヒーロー』で使用。2本の指を揃えて額に当てて気を溜めた後、その指先を敵に向けて螺旋状の気をまとった貫通力が非常に高い光線を放つ。
元々は悟飯の師匠のピッコロが開発した必殺技で、ピッコロへの憧れから悟飯自身は秘密で練習・習得していた。劇中では孫悟飯ビーストの状態で、セルマックスの頭部目掛けて放ちセルマックスを撃破した。

### 変身
大猿化
サイヤ人の特性で尻尾がある状態で満月もしくはエネルギーを織り交ぜて作り出したパワーボールを見ると変身し、戦闘力が10倍にアップする。
超サイヤ人
精神と時の部屋で悟空の指導を乗り越えたことで目覚めた。髪が逆立ち金色に染まり、戦闘力が通常時よりはるかに増す。
未来のトランクスがいた世界では17号と18号の人造人間によって、ピッコロを始めとした仲間たちを全員殺されたことを思い出していた際に覚醒した。
超サイヤ人2
人造人間16号の助言とセルがそれを踏み潰した破壊をきっかけに、潜在能力を解放したことで超サイヤ人の壁を超えた超サイヤ人に覚醒して当時の悟空をも超える最強の戦士になる。7年後における魔人ブウ編の序盤は長年の修行をサボりと平和な高校生活で身体が鈍っており、戦闘力が大幅に弱体化して、セルとの戦闘時のような爆発的な潜在能力を引き出せずにいた
潜在能力解放
老界王神による儀式を受けて潜在能力を限界以上まで解放した状態。超サイヤ人3ゴテンクスを凌ぐほどの戦闘力を誇るも、この解放状態でいられる制限時間もなく、魔人ブウ（悪）がまるで相手にならないほどの圧倒的な強さを持つ。一人称は「オレ」になり言葉遣いも敵に対しては威圧的になる。潜在能力解放時の外見上の変化は、黒目黒髪のままで超サイヤ人のような輪郭線のある鋭い目つきと逆立ったハリのある頭髪に変化し前髪が額中央に一束垂れる。覚醒の際には一帯の雨雲を吹き飛ばし、天候を変えてしまうほどの激しい気の奔流を発生させる。
作中ではこの形態の明確な名称が言及されず、潜在能力を解放する直前に悟飯が「どうやったらその“最強の戦士”になれるんですか？」と老界王神に質問したのみである。以降も原作、アニメ『Z』『GT』『超』、映画作中のいずれにおいても、この覚醒形態の明確な名称の言及がなかったことで、関連書籍や各種ゲームなどでは主に『DRAGON BALL大全集』にて初出の名称である「アルティメット孫悟飯」「アルティメット悟飯」が用いられることが多くなる。その後、鳥山明がストーリーを務めた漫画版『ドラゴンボール超』の其之百二「孫悟空vs孫悟飯」にてこの形態の名称に関する会話が登場し、悟飯のこの覚醒形態を何と呼べばいいか分からないという理由で、悟天とトランクスが「アルティメット」と勝手に命名した場面が描かれた。なお、悟飯自身は後述の更なる進化形態にピッコロが「ビースト」と命名したことに対しては「かっこいい」と喜んでいたが、悟天たちが名付けた「アルティメット」のネーミングセンスに対しては「あんまりピンとこないな」と反応していた。
先述した様に長期間作中では名称が言及されることがなかったため、関連書籍や関連商品や各種ゲームなど各媒体ごとで、名称は異なって多く派生していた。『DRAGON BALL大全集』や『ドラゴンボール超 スーパーヒーロー』のパンフレットなどの関連書籍や『ドラゴンボール改』の第142話のサブタイトル、『ミラクルバトルカードダス』『ドラゴンボール ZENKAIバトルロイヤル』『ドラゴンボールZ ドッカンバトル』やスパイク開発のテレビゲーム『Sparking!』シリーズや『レイジングブラスト』シリーズでは「究極(アルティメット)孫悟飯」「究極(アルティメット)悟飯」。ディンプス開発のテレビゲームシリーズおよび『ドラゴンボールヒーローズ』では「老界王神の潜在能力解放」、劇場版『龍拳爆発!!悟空がやらねば誰がやる』ムックでは「最強バージョン」、ゲーム『偉大なるドラゴンボール伝説』では「最強戦士悟飯」、ゲーム『舞空烈戦』では「真の力の解放」、ゲーム『カカロット』では「究極解放」と呼称されている。また『パズル&ドラゴンズ』とのコラボレーションで登場した際の名称も「アルティメット孫悟飯」であった。
原作では、老界王神の潜在能力解放後は超サイヤ人に変身しないが、鳥山明がストーリーを手掛けた劇場版第18作目『神と神』およびテレビアニメ『ドラゴンボール超』の「破壊神ビルス編」では、破壊神ビルスとの戦闘時にはアルティメット孫悟飯で挑み、悟空を超サイヤ人ゴッドへと覚醒させる儀式の協力をした際には超サイヤ人に変身するなど、2つの形態を状況に応じて使い分けている。鳥山明が脚本を務めた劇場版第19作目『復活の「F」』およびテレビアニメ『ドラゴンボール超』の「フリーザ復活編」では、学者となったことで武術から遠のき、超サイヤ人に変身するのがやっとの状態で潜在能力解放状態を引き出せずにいた。その戦いの後、戦闘力を取り戻すべく学者業の合間にピッコロから再修業の手解きを受け、「宇宙サバイバル編」での力の大会開催直前のピッコロによる特訓にて再びこの潜在能力解放状態への覚醒を成功させた。その後も悟飯の戦闘力にはまだまだ伸びしろがあるというピッコロの提案から、更なる戦闘力の向上を目指して力の大会の直前までピッコロと修業を継続した。その結果、外見こそ魔人ブウ編のアルティメット孫悟飯と変化はないものの、その戦闘力は神の次元の戦闘力にまで大幅に上昇。力の大会直前の悟空との試合では、超サイヤ人ブルーの悟空にすら押し負けない猛攻を仕掛け、悟空に超サイヤ人ブルー界王拳で応戦させるほどの戦闘力を発揮した。この戦闘での悟飯の気迫は遠く離れたベジータやウイスたちの下にまで届くほどだった。結果、悟空には敗れたものの、その戦いぶりから悟空に第7宇宙代表チームのリーダーに任命された。
PSP用ゲームソフト『真武道会2』では、未来の孫悟飯も老界王神の潜在能力解放の儀式を受けることでこの形態に覚醒している。
通常時との容姿の描き分けの変遷
これまで悟飯の通常時の目は、悟空や悟天の通常時と同じく目の内側に輪郭線のない形状に描かれていたが、老界王神の潜在能力解放後の原作や『GT』では、以前と異なり目の全体に輪郭線が描かれるようになるも、戦闘時とは異なり鋭さのない穏やかな丸い形状に描かれている。この丸い形状の目で輪郭線がある状態が、通常状態なのか、いわゆる「アルティメット孫悟飯」なのか作中でも関連書籍でも明言されていないが、ゲーム『ドラゴンボールヒーローズ』の孫悟飯（GT）では「通常」状態として扱われている。
一方、同じく潜在能力解放後の時系列に当たる劇場版第16作目『龍拳爆発!!悟空がやらねば誰がやる』では【通常時⇒内側に輪郭線のない悟空と同じ形状の目で頭髪も普段通り】【潜在能力解放時⇒黒目黒髪のまま輪郭線のある鋭い目つきと逆立った頭髪に変化】と描き分けが明確になされていた。
また、原作の其之五百十二の扉絵やフルカラーコミックス最終巻の表紙に使用されているイラストでの、魔人ブウ（純粋）により地球ごと消滅させられた後の頭上に天使の輪が浮いた悟飯や、劇場版『神と神』の公開記念に鳥山明が描き下ろした登場キャラが集合したポスター用イラストでの悟飯、鳥山明が脚本を務めた劇場版第19作目『復活の「F」』での平常時の悟飯は、悟空や悟天の平常時と同じ形状の（目の内側に輪郭線がない）目で描かれている。鳥山明がストーリー原案を務めたテレビシリーズ『ドラゴンボール超』では、各話ごとで（場合によっては同話内でも場面によって）目の形状が異なり、描き分けが統一されていなかったが、第88話において「黒目黒髪のままで超サイヤ人のような輪郭線のある鋭い目つきと逆立ったハリのある頭髪に変化し前髪が額中央に一束垂れた姿」が、再び潜在能力を解放した姿として描かれた（ビジュアル的にも原作での魔人ブウ(悪)と対戦時の姿とほぼ同一）。
鳥山明が脚本を手掛けた2022年公開の映画『ドラゴンボール超 スーパーヒーロー』以降は、上記の映画『龍拳爆発～』の際と同様に【通常時⇒内側に輪郭線のない悟空と同じ形状の目で頭髪も普段通り】【潜在能力解放時⇒黒目黒髪のまま輪郭線のある鋭い目つきと逆立った頭髪に変化】と描き分けが統一されている。この作品では通常時の悟飯の髪型が、少年期のセルゲームの際の髪型に近い頭髪がボサボサに乱れた髪型となっていたため、通常時からアルティメット孫悟飯へ覚醒した際の容姿の変化がより明確に描き分けされている。
ビースト
『ドラゴンボール超 スーパーヒーロー』において初登場した悟飯の更なる覚醒形態。アルティメット孫悟飯の状態から怒りによって更に進化した姿で、アルティメット孫悟飯と同様に悟空やベジータが辿った進化形態とは異なる独自の進化を遂げている。漫画版『ドラゴンボール超』で描かれた「スーパーヒーロー編」の後日談にて、ビーストに覚醒した悟飯を目の当たりにしたウイスによると、この変身は超サイヤ人とも身勝手の極意が類する神の御技とも異なる悟飯独自の力であり、彼だけの“特別な才能”と評している。アニメ版『ドラゴンボール超』の第90話「超えるべき壁を見据えて! 悟空vs悟飯」では悟飯が悟空との試合の際に「僕が目指すのはまだ誰も見たことのない究極の姿。父さんとは違うやり方でそこを目指します」とアルティメット孫悟飯を超える更なる進化形態の登場を予感させる発言をしていた。
「ビースト」の命名は原作者の鳥山明曰く、悟飯の中の“野獣”が目覚めたイメージから。映画『スーパーヒーロー』では「ビースト」と劇中で呼称されることはなかったが、漫画版『ドラゴンボール超』で追加された後日談にてピッコロが「ビースト」と命名してくれたと悟飯が発言している。悟飯はこの名称を気に入っており、悟空に対して「かっこいいでしょ？」と自慢していた。
セルマックスとの戦いで味方が次々と敗れ、最後にピッコロが殺されそうになったことをきっかけに覚醒した。超サイヤ人やアルティメット孫悟飯の状態よりも毛量が増え激しく逆立ち、髪色は銀となる。そのシルエットは少年期の超サイヤ人2の状態を彷彿とさせる。目の輪郭は黒く太く縁取られ、瞳の瞳孔は黒色のまま虹彩が赤色に変化し、目つきも鋭くなっている。纏っているオーラの色は二重で身体と生じているスパークが紫、吹き出しているのが紺となっている。漫画版『ドラゴンボール超』で追加された「スーパーヒーロー編」の後日談では、ピッコロに修業で力のコントロールのコツを教えてもらい、任意に変身できるようになったことが明かされた。
超サイヤ人2初覚醒時やアルティメット孫悟飯に初覚醒時と同様、好戦的な性格を思わせる描写が見られたが、一人称はアルティメット孫悟飯と異なり「僕」。戦闘力はアルティメット孫悟飯を遥かに上回り、ウイスの修行を受けてブロリーと戦闘していた時の悟空やベジータにも匹敵するとピッコロに目算されていたガンマ1号と2号、それを超えた力を得たオレンジピッコロ達が共闘するも苦戦したセルマックスを一人で圧倒する程の力を持つ。

## 悟飯の戦闘力
作中や書籍などで示された悟飯の戦闘力。怒りにより戦闘力が激しく上昇することが多い。
ラディッツ戦：1 - 710 - 1307
ラディッツのスカウターが計測。その時の感情により戦闘力が大きく変化している。

ナッパ、ベジータ戦：981or1083 - 2800
ピッコロとの修業により気のコントロールが可能になる。ナッパのスカウターが計測。2800はピッコロを殺された怒りで魔閃光を放った際の数値。

フリーザ軍偵察隊戦：1500程度
ザーボンのスカウターが計測。

ギニュー特戦隊 - フリーザ戦：10000以上 - 14000
修業で身に付けるも自身では引き出せずにいる潜在能力を、ナメック星の最長老により解放してもらった際の戦闘力。アニメ『Z』では魔閃光を放つ際には20000を超え、グルドとの交戦後はリクームに瀕死に追い込まれてからの復活で戦闘力がアップし、その後は戦闘力23000の悟空の身体を奪ったギニューと互角に闘っている。

フリーザ戦：20万 - ?
対フリーザ戦での平常時の戦闘力。潜在戦闘力の数値はこれを遥かに上回る。ベジータからは「戦闘力はどんどんと上がっている」と言われ、フリーザ変身後に一度死に掛けてから復活したときにはサイヤ人の特性で戦闘力がさらにアップし、怒りで第3形態のフリーザを一時的に圧倒している。

第6作目『地球まるごと超決戦』：10000
ターレスのスカウターが計測。

第8作目『とびっきりの最強対最強』：50
気を抑えている時に、なおかつ尻尾をつかまれた状態。ネイズのスカウターが計測。同作では悟飯の戦闘場面もほとんど無く、気を上げた状態での数値は不明。
人造人間編以降は戦闘力の数値自体が登場しないため正確な数値は不明。人造人間戦に向け悟空とピッコロと3年間修業するが、人造人間編の序盤は主戦力ではなく悟空たちのサポートに回っていた。後半は悟空と共に精神と時の部屋で修業して超サイヤ人に覚醒し、セルゲーム時にはセルによる人造人間16号の破壊をきっかけに、潜在能力を解放して超サイヤ人2に覚醒。悟空をも超える最強の戦士になる。魔人ブウ編の序盤は平和な高校生活で体が鈍っており、セルとの戦闘時のような爆発的な潜在能力を引き出せずにいたが、魔人ブウ敗戦後に老界王神により潜在能力を限界以上まで解放されたことで原作終盤まで劇中最強クラスの高い戦闘力を示した。
鳥山明が物語を手掛けた原作の魔人ブウ編のその後を描く物語『ドラゴンボール超』では、夢を叶え学者となったことから武術から遠退き、フリーザが復活し襲来した際には「超サイヤ人にはなれますよ、多分」と発言するほどまでに実力を落としていた。だが、このフリーザとの闘いでは自身のパワーダウンが原因でビーデルら家族を失いかねなかったことから、戦闘力の大切さを再認識し、学者業の合間にピッコロと再修業を開始した。その後の「宇宙サバイバル編」での力の大会の開催直前には、再修業の仕上げとして特訓を行い、ピッコロの手解きと「超サイヤ人がお前の全力ではないだろう？」という激励により、潜在能力解放状態の戦闘力を取り戻すことに成功した。

## テーマソング
天下一ゴハン
歌 - 野沢雅子（孫悟飯） / 作詞 - 岩室先子 / 作曲 - 池毅 / 編曲 - 山本健司
劇場版第4作目『ドラゴンボールZ』で挿入歌として使用。

口笛の気持ち
歌 - 野沢雅子（孫悟飯） / 作詞 - 佐藤大 / 作曲 - 池毅 / 編曲 - 山本健司
劇場版第7作目『ドラゴンボールZ 超サイヤ人だ孫悟空』で挿入歌として使用。

ピッコロさんだ〜いすき
歌 - 野沢雅子（孫悟飯） / 作詞 - 谷穂ちろる / 作曲 - 池毅 / 編曲 - 山本健司
劇場版第5作目『ドラゴンボールZ この世で一番強いヤツ』で挿入歌として使用。

大盛り 悟飯（ライス・ボーイ）
歌 - 影山ヒロノブ / 作詞 - 岩室先子 / 作曲 - 清岡千穂 / 編曲 - 須藤賢一

## 補足
孫親子3人の中で、本格的な戦闘に初参加した年齢は悟飯が最年少。なおベジータ、フリーザ戦で5歳、悟空は連載開始時で12歳、悟天は初登場・魔人ブウ戦で7歳。悟空はセルと戦わせる時に自分と悟飯を比べ「オラが同じ（年齢）くらいの時は、全然たいしたことなかった」と言っている。ベジータも「サイヤ人と地球人との間に子どもが生まれると、強力な雑種ができる」と考えていた。
顔は父悟空と瓜二つだが、サイヤ人の特性で髪型が一貫している父とは違い、幾度となく髪型が変わっている。鳥山明は「悟飯の髪型が気に入らなくて、ナメック星編でガラッと変えた」と語っている。高校生になると身長や体格が悟空とほぼ同じになり、悟空がサイヤ人の特性でほとんど老化しないこともあり髪型以外はそっくりになっている。人造人間編の10歳時での身長はクリリンより少し低いくらいで（場面次第でほとんど同じ時もあり）、悟空やクリリン、悟天やトランクスと比べると背が伸びる時期は早かった。また、劇中での時間経過による成長過程デザイン変更（髪型含む）がサイヤ人で最も多い。
主要キャラクターの中で唯一学園生活が描かれている。ビーデル役の皆口裕子は印象に残っている話として「『ドラゴンボール』の世界で学園物が面白かった」からと、ビーデル初登場＝悟飯の高校編入をあげている。
サイヤ人と地球人のハーフで尻尾が生えているのは悟飯のみ。『Z』第18話や劇場版『地球まるごと超決戦』などアニメオリジナルでは大猿化した話が多く、ゲームでの大猿化も悟空やベジータに比べて多い。また、ベジータ・フリーザ・セル・魔人ブウといった各編最大の敵と交戦している悟空以外の唯一のキャラである。
また、本人の性格や学者となる夢と反して戦いに巻き込まれたりするシーンなどが多く、鳥山明いわく「悟飯はつらかったでしょうね。お父さんと違って、戦うのが本当に嫌なんだろうなぁ」と、思いながら描いていたという。「悟空も歳をとってきたし、そろそろ若い世代に変えた方がいいかなって思って当時は悟飯を主人公にという流れだったけど、悟飯の日常を描いていると、どんどん闘いより勉強が好きなんだろうなあってなっていって、後に道着もなくしてるし」と、鳥山も証言している。
悟空の声を担当していた野沢雅子は息子である悟飯も演じることを『Z』1話のアフレコをするまで知らされず、悟空の子供が登場すると聞いた時に「誰が担当するのだろう?」と思ったという。キャスティングの理由は「悟空の息子だから」だったらしい。野沢は「育ちが違うから」と、子供時代でも悟空と悟飯、悟天の声や演技を変えている。野沢は、ファンからはよく「優等生の悟飯がグレートサイヤマンになったりするギャップが魅力」という話を聞いたという。鳥山明も「グレートサイヤマンは僕も好き。悟飯は不器用だからあんな感じになるんですよね」と語っていた。グレートサイヤマンの配色は原作でカラーイラストが無かったため、アニメスタッフが鳥山に配色を決めてもらった。